# Pteris erosa
Pteris erosa là một loài dương xỉ trong họ Pteridaceae. Loài này được Mickel & Beitel mô tả khoa học đầu tiên năm 1988.